# 424 (szám)
A 424 (római számmal: CDXXIV) egy természetes szám.

## A szám a matematikában
A tízes számrendszerbeli 424-es a kettes számrendszerben 110101000, a nyolcas számrendszerben 650, a tizenhatos számrendszerben 1A8 alakban írható fel.
A 424 páros szám, összetett szám, kanonikus alakban a 23 · 531 szorzattal, normálalakban a 4,24 · 102 szorzattal írható fel. Nyolc osztója van a természetes számok halmazán, ezek növekvő sorrendben: 1, 2, 4, 8, 53, 106, 212 és 424.
Előállítható 10 egymást követő prímszám összegeként: 23 + 29 + 31 + 37 + 41 + 43 + 47 + 53 + 59 + 61 = 424
A 424 négyzete 179 776, köbe 76 225 024, négyzetgyöke 20,59126, köbgyöke 7,51257, reciproka 0,0023585. A 424 egység sugarú kör kerülete 2664,07057 egység, területe 564 782,96089 területegység; a 424 egység sugarú gömb térfogata 319 290 633,9 térfogategység.